# Synapseudes heterocheles
Synapseudes heterocheles är en kräftdjursart som först beskrevs av Ernst Vanhöffen 1914.  Synapseudes heterocheles ingår i släktet Synapseudes och familjen Metapseudidae. Inga underarter finns listade i Catalogue of Life.